# Gerda Walther
Gerda Walther (* 18. März 1897 in Nordrach; † 6. Januar 1977 in Dießen am Ammersee) war eine deutsche Philosophin und Parapsychologin. Sie gilt als Vertreterin der Phänomenologie.

## Leben
Gerda Walther kam 1897 in Nordrach zur Welt, wo ihr Vater Otto Walther ein Lungensanatorium betrieb. Ihre Mutter war seine ehemalige Patientin Ragnhild Bajer, Tochter des Politikers Fredrik Bajer. Sie starb an Tuberkulose, als Gerda Walther sechs Jahre alt war. Danach heiratete Otto Walther Ragnhild Bajers Schwester Sigrun, die so zur Stiefmutter wurde. Otto Walther war ein überzeugter Sozialdemokrat. Er ließ seine Tochter nicht taufen und erzog sie religionslos. In ihrer Kindheit kam sie mit den sozialdemokratischen Freunden ihrer Eltern, zu denen August Bebel („Onkel August“), Klara Zetkin, Rosa Luxemburg, Wilhelm Liebknecht und Adolf Geck zählten, in Berührung.
1908 gab Walter die Klinik auf und zog mit der Familie in eine Villa mit Bauernhof am Starnberger See. 1917 folgte ein Umzug nach Baden-Baden. Gerda Walther wuchs in der Obhut eines Kindermädchens auf und litt unter dem Charakter ihrer Stiefmutter. Sie wurde von Privatlehrern unterrichtet. Während sie zunächst den politischen Ideen ihres Vaters gefolgt war, rückten für sie im späteren Jugendalter die Themen Wahrheit, Hilfsbereitschaft und Liebe zu den Menschen in den Vordergrund.
Nach dem Abitur begann sie im Wintersemester 1915/16 ihr Studium der Philosophie, Psychologie und Soziologie an der Universität München. Sie kam mit den Lehren Alexander Pfänders in Berührung, der den Marxismus als Um- und Irrweg ansah. Mit 20 Jahren wollte sie ihr Studium an der Universität Freiburg bei Edmund Husserl fortsetzen. Als dieser erfuhr, dass Gerda Walther „eine erzogene und wissenschaftlich ausgebildete Marxistin“ sei, wollte er sie zunächst nicht zum Studium zulassen. Sein Erstaunen über ihr Verständnis seiner Bücher stimmte ihn um.

Gerda Walther lernte Husserls Schülerin Edith Stein kennen. 1919 starb ihr Vater. Stein, eine gläubige Jüdin, empfahl ihr das Studium der Bibel, um ihren Schmerz zu lindern. Walthers Promotion wurde von Edmund Husserl nicht angenommen, da er der Meinung war, dass Frauen nicht auf den Lehrstuhl einer Universität gehörten, dass das Heim bei Mann und Kindern für sie der richtige Platz sei. Von Husserl tief enttäuscht promovierte Walther bei Alexander Pfänder in München und bekam 1921 den Doktorgrad summa cum laude verliehen. Sie hatte sich mittlerweile gänzlich vom Marxismus gelöst und dem Studium der Psychologie und Parapsychologie zugewandt. Sie begann, eigene Schriften zu veröffentlichen.

Die letzte Ruhestätte von Gerda Walther auf dem Friedhof von Nordrach

Das Scheitern einer Beziehung stürzte Gerda Walther in eine tiefe Lebenskrise. Kraft gab ihre sich vertiefende Religiosität. Ihr Interesse an der Erforschung parapsychologischer und mystischer Phänomene wuchs. Sie behauptete, „mediale Gaben“ und „übersinnliches Wissen“ zu besitzen, welche als „goldene Fäden“ den Menschen mit dem Geist Gottes verbänden.
Nach dem Studium arbeitete sie von 1927 bis 1929 als wissenschaftliche Sekretärin bei dem Münchner Arzt Albert von Schrenck-Notzing, ab 1931 als freie wissenschaftliche Schriftstellerin. Im Zweiten Weltkrieg war sie wegen ihrer Sprachkenntnisse – sie beherrschte neben Latein und Griechisch neun weitere Sprachen – bei der Auslandsbriefprüfstelle der Wehrmacht angestellt.
Ein Berufungsereignis während eines Gottesdienstes bewog Walther nach langer Auseinandersetzung mit dem Christentum, in die katholische Kirche einzutreten und sich taufen zu lassen. Die Taufe empfing sie am 29. Januar 1944 in Pullach bei München. Kardinal Faulhaber firmte sie am 29. Mai 1944. Walther vertiefte in dieser Zeit ihr Verständnis des Katholizismus und beschäftigte sich insbesondere mit den Schriften Romano Guardinis.
Im Alter von 50 Jahren kehrte sie 1947 noch einmal an die Stätten ihrer Kindheit zurück, empfand aber Entfremdung. Ein letzter Besuch erfolgte 1967. Gerda Walther starb 1977. Ihre letzte Ruhestätte fand sie in ihrem Geburtsort Nordrach.

## Werke
- Zur Ontologie der sozialen Gemeinschaften. In: Jahrbuch für Philosophie und Phänomenologische Forschung VI, 1923.
- Phänomenologie der Mystik. Olten und Freiburg im Breisgau: Walter Verlag 1923.
- Parapsychologie und Mystik. In: Zeitschrift für Parapsychologie, 1928.
- Ahnen und Schauen unserer germanischen Vorfahren im Lichte der Parapsychologie. Leipzig: Hummel 1938.
- Die Bedeutung der phänomenologischen Methode Edmund Husserls für die Parapsychologie. In: Psychophysikalische Zeitschrift 1/2 & 3, 1955.
- Zum anderen Ufer: Vom Marxismus und Atheismus zum Christentum. Remagen: Otto Reichl 1960.